# 31848 Mikemattei
31848 Mikemattei este o planetă minoră (asteroid), cu un diametru de 6,7 km, din centura de asteroizi. A fost descoperită pe 3 martie 2000 la Catalina Station⁠(d) de Catalina Sky Survey. 
Obiectul prezintă o orbită caracterizată de o semiaxă mare de 2,4013415 UAi, o excentricitate de 0,17, o înclinație de 13,40669 ° în raport cu ecliptica.